# Калинин, Михаил Павлович
Михаил Павлович Калинин (1906 — 8 июля 1958) — советский кинорежиссёр
, аниматор, актёр, сценарист.

## Биография
Михаил Калинин Павлович родился в 1906 году.
Окончил актерский факультет Государственного техникума кинематографии (1930) и режиссёрский факультет Государственного института кинематографии (1934).
Писал сценарии, был режиссёром-мультипликатором кукольных фильмов.
Автор сценария кинокартины «Таинственный остров» (1941, в соавт. из Б. Шелонцевым).
Награждён орденом Красной Звезды.
Умер 8 июля 1958 года. Урна с прахом захоронена в колумбарии Донского кладбища.

## Фильмография

### Сценарист
- 1941 — Таинственный остров
- 1949 — Чужой голос
- 1955 — Четыре монеты

### Режиссёр
- 1955 — Баллада о столе
- 1957 — Почему ушёл котёнок?